# Morellia sinopensis
Morellia sinopensis är en tvåvingeart som beskrevs av Pamplona 1986. Morellia sinopensis ingår i släktet Morellia och familjen husflugor. Inga underarter finns listade i Catalogue of Life.